# Allan Nevins

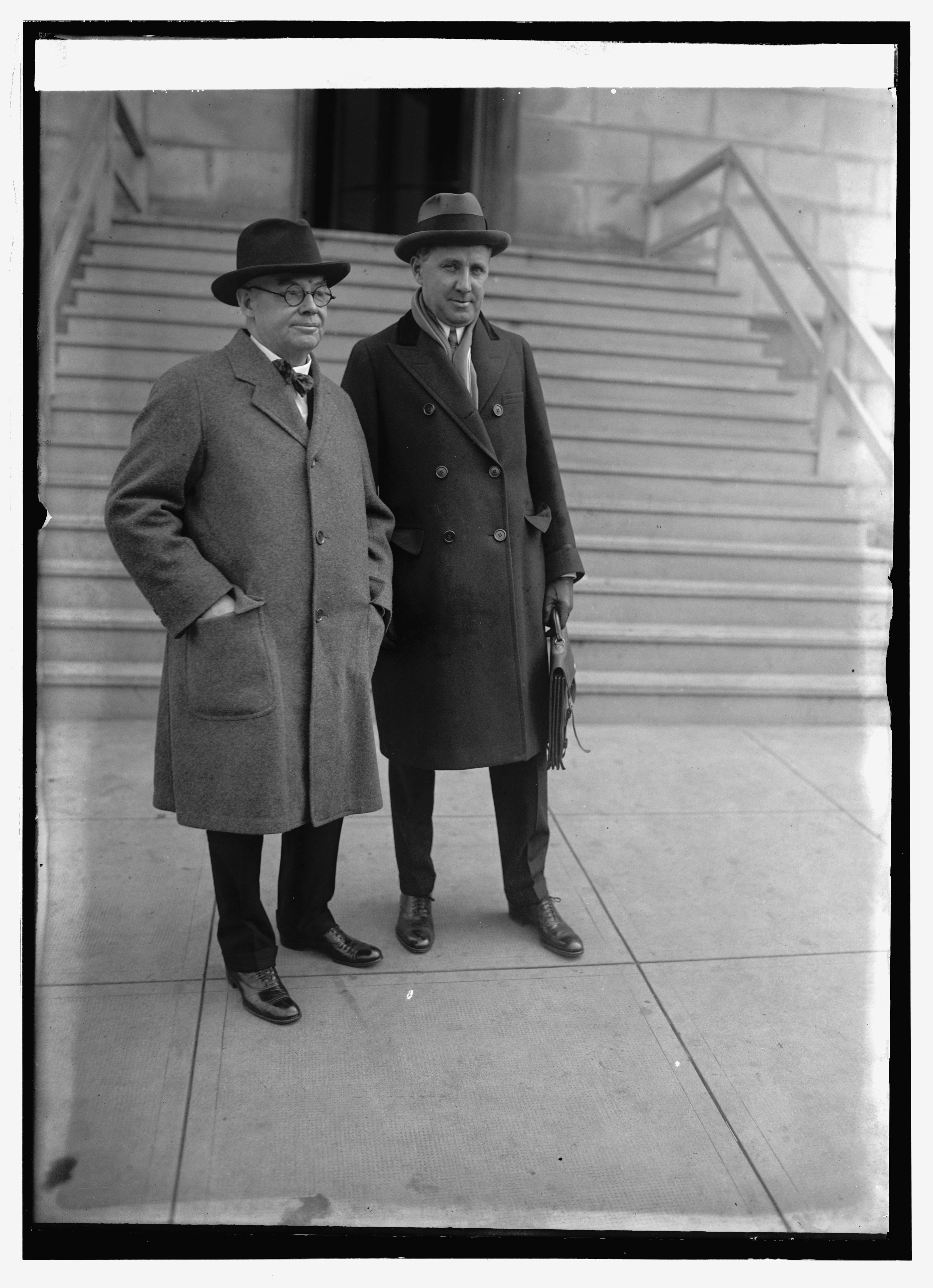
Milton E. Ailes und Allan Nevins (1924)

Joseph Allan Nevins (* 20. Mai 1890 in Camp Point, Illinois; † 5. März 1971 in Menlo Park) war ein US-amerikanischer Historiker und Journalist. Er ist vor allem für seine Geschichte des Amerikanischen Bürgerkriegs und dessen Vorgeschichte bekannt.

## Leben
Nevins wuchs auf einer Farm auf und studierte an der University of Illinois mit dem Master-Abschluss in Englisch 1913. Danach ging er als Journalist nach New York City zur New York Evening Post und blieb ungefähr 20 Jahre Journalist. Sein erstes historisches Buch veröffentlichte er 1914 und insgesamt veröffentlichte er etwa 50. Er lehrte ab 1928 auch an der Columbia University, an der er 1939 Professor wurde als Nachfolger von Evarts Boutell Greene, seinem ehemaligen Lehrer in Illinois. An der Columbia University begann er ein Oral History Programm, das Erste solche in den USA. Im Ruhestand zog er nach Kalifornien und war an der Henry E. Huntington Library in San Marino (Kalifornien) als Senior Research Associate und schrieb dort die restlichen Bände seiner Bürgerkriegsgeschichte. 1938 wurde er in die American Academy of Arts and Letters und 1951 in die American Academy of Arts and Sciences gewählt.
1940/41 und 1964/65 war er Gastprofessor an der Universität Oxford (Harmsworth Professor of American History).
Er schrieb viele Biographien, unter anderem über den US-amerikanischen Präsidenten Grover Cleveland, den Außenminister und Gouverneur von New York Hamilton Fish, über die Industriellen Henry Ford und John D. Rockefeller (eine von der Familie autorisierte Biographie), über den Diplomaten Henry White und den Entdecker und republikanischen Präsidentschaftskandidaten John C. Frémont. Für die Biographie von Grover Cleveland erhielt er 1933 den Pulitzer-Preis, und er erhielt noch einen 1937 für die Biographie von Hamilton Fish.
Sein Hauptwerk ist die Geschichte der Vorgeschichte und Geschichte des Amerikanischen Bürgerkriegs Ordeal of the Union, The Emergence of Lincoln und The War for the Union, in acht Bänden 1947 bis 1971 erschienen. Sie geht bis 1865 und gilt als Standardwerk. Den Band über den Wiederaufbau nach dem Krieg konnte er nicht mehr vollenden. Die letzten beiden Bände erhielten 1972 den National Book Award.
1961 bis 1966 stand er der Civil War Centennial Commission vor, die die 15-bändige Reihe The Impact of the Civil War herausgab.
Er war ein Unterstützer von John F. Kennedy und schrieb ein Vorwort zu dessen Profiles of Courage.
1959/60 war er Präsident der American Historical Association. Der Allan Nevins Prize ist nach ihm benannt. Sein 1948 geführtes Interview mit einem New Yorker Kommunalpolitiker gilt gemeinhin als Begründung der Oral History.

## Schriften
- The Life of Robert Rogers, 1914
- The Evening post; a century of journalism, 1922
- Herausgeber: American Social History as Recorded by British Travellers, 1923
- The American states during and after the revolution, 1775-1789, 1927Online
- A History of American Life vol. VIII: The Emergence of Modern America 1865-1878, 1927
- Frémont, the West’s greatest adventurer; being a biography from certain hitherto unpublished sources of General John C. Frémont, together with his wife, Jessie Benton Frémont, and some account of the period of expansion which found a brilliant leader in the Pathfinder, 1928, Online
- Polk; the diary of a president, 1845–1849, covering the Mexican war, the acquisition of Oregon, and the conquest of California and the Southwest, 1929
- Henry White; thirty years of American diplomacy, 1930
- Grover Cleveland: A Study in Courage, 1930
- Letters of Grover Cleveland, 1850–1908;, 1933
- Beiträge zu  Dictionary of American Biography, 1934–1936, unter anderem Alexander Hamilton, Rutherford B. Hayes, Warren G. Harding, Calvin Coolidge
- Abram S. Hewitt: with same account of Peter Cooper, 1935
- Hamilton Fish; the inner history of the Grant administration, 1935Band 1 Band 2
- The Gateway to History, 1938. Online
- The emergence of modern America, 1865-1878, 1941
- Ordeal of the Union, 2 Bände, New York: Scribner 1947:
  - 1. Fruits of Manifest Destiny, 1847–1852;
  - 2. A House Dividing, 1852–1857
- The Emergence of Lincoln, 2 Bände, New York, Scribner 1950:
  - 3. Douglas, Buchanan, and Party Chaos, 1857–1859;
  - 4. Prologue to Civil War, 1859–1861
- The War for the Union, New York: Scribner, 4 Bände, 1959–1971
  - 5. The Improvised War, 1861–1862;
  - 6. War Becomes Revolution, 1862–1863;
  - 7. The Organized War, 1863–1864;
  - 8. The Organized War to Victory, 1864–1865
- mit Frank Ernest Hill: Ford, 3 Bände, 1954–1963
- John D. Rockefeller: The Heroic Age of American Enterprise. 2 Bände, New York: Charles Scribner’s Sons, 1940
- mit Henry Steele Commager America. The story of a free people, 1942
- mit Henry Steele Commager Readings in American History, 1939
- mit Commager A short history of the United States, New York 1945, 6. Auflage Knopf/Random House 1976
- Study In Power: John D. Rockefeller, Industrialist and Philanthropist. 2 Bände. New York: Charles Scribner’s Sons, 1953
- Geschichte der USA, Bremen: Schünemann 1967